# Eupteryx insulana
Eupteryx insulana är en insektsart som först beskrevs av Ribaut 1948.  Eupteryx insulana ingår i släktet Eupteryx och familjen dvärgstritar. Inga underarter finns listade i Catalogue of Life.